# Пигадаки
Пигадаки (на гръцки: Πηγαδάκι) е курортно селище в Северна Гърция, разположено в югоизточния край на полуостров Ситония, на 5 km източно от Сикия, на югозападния бряг на Светогорския залив. Селото е част от дем Ситония на област Централна Македония и според преброяването от 2001 година има 26 жители. На практика е слято с Паралия Сикияс.